# Normandina
Normandina — рід грибів родини Verrucariaceae. Назва вперше опублікована 1855 року.

## Класифікація
Згідно з базою Catalogue of Life до роду Normandina відносять 2 види:
- Normandina acroglypta
- Normandina pulchella